# 北海道立真駒内公園
北海道立真駒内公園（ほっかいどうりつまこまないこうえん）は、札幌市南区にある公園。

## 概要
札幌市中心部から南約8kmに位置しており、豊平川と真駒内川が合流する地域にある。真駒内通（国道453号）に接し、公園内を五輪通（北海道道82号西野真駒内清田線）が横断している。公園内を流れる真駒内川には公園橋、五輪小橋、中央橋、緑橋が架かっている。戦後、進駐軍に接収されゴルフ場として利用してきた場所であったが、1967年（昭和42年）に明治百年記念森林公園事業として公園造成に着手、1972年（昭和47年）の『札幌オリンピック』競技施設と併行して整備され、1974年（昭和49年）に完成して翌年に一般開放した。2000年（平成12年）に屋内競技場、屋外競技場が文部科学省から北海道へ譲渡された。公園西南の丘陵部は天然林が繁茂して藻南公園まで続いており、広場とともに散策やバードウォッチングなどレクリエーションの場となっている。ウォーキングやジョギングが楽しめる外周の3kmコースは、冬には圧雪され歩くスキー（クロスカントリースキー）コースとなる。

## 施設
真駒内セキスイハイムアイスアリーナ
真駒内セキスイハイムスタジアム
札幌市豊平川さけ科学館
自由の広場（五輪球場）
太陽の広場
きのこ広場
かしわ広場
見晴台

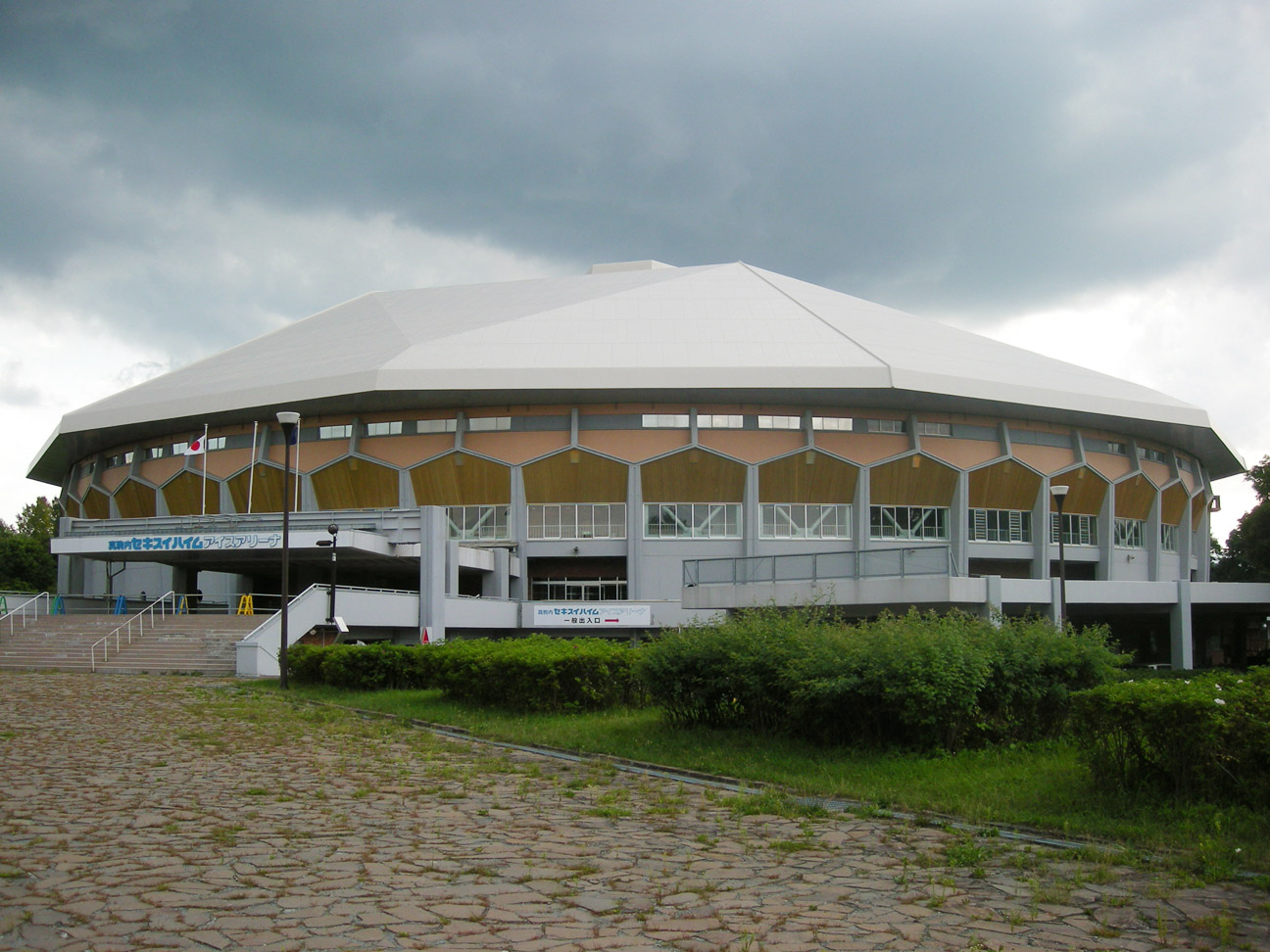
真駒内セキスイハイムアイスアリーナ（2007年6月）
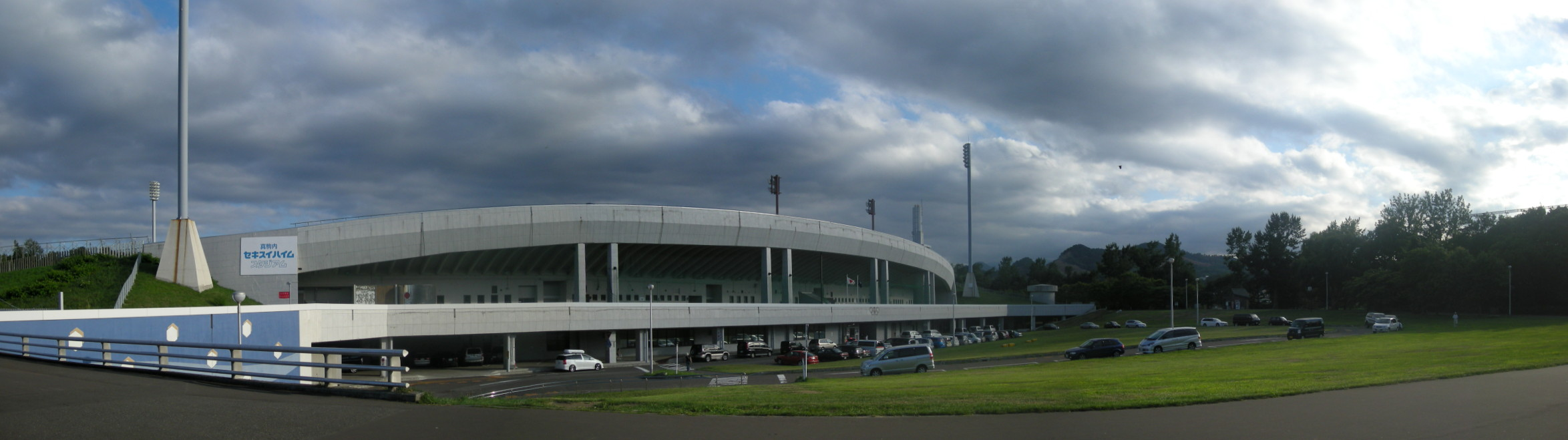
真駒内セキスイハイムスタジアム（2007年8月）
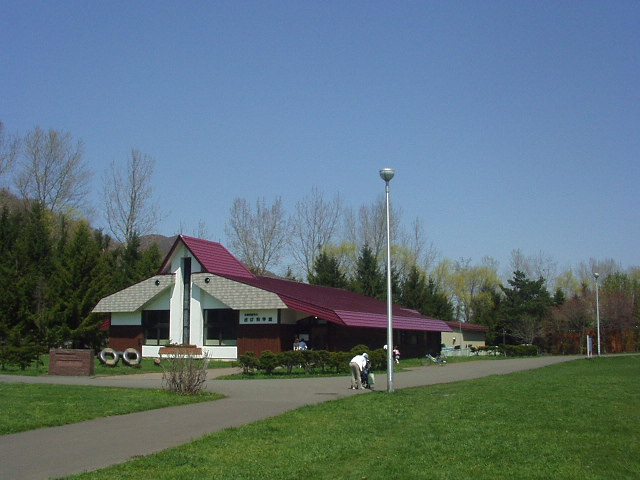
札幌市豊平川さけ科学館（2004年5月）

## 自然
真駒内公園には約13,200本（針葉樹3,800本、広葉樹7,300本、潅木（低木）2,100本）の樹木があり、天然林は50,000本ある。真駒内は1876年（明治9年）に米国人指導者エドウィン・ダンが農場を開設し、多くの樹木を伐採して開発をしてきた。農場開設前からある推定樹齢135年以上の樹木が真駒内地区に31本あることが確認され、そのうち25本が真駒内公園内で生息しており、樹種プレートが幹に取り付けられている。
公園内に生息している野鳥はマガモ、トビ、ヤマガラ、ハクセキレイ、ヤマセミ、カワセミ、オシドリ、オオジシギ、ノビタキ、ルリビタキが確認されている。
2023年6月21日、公園内でヒグマの目撃情報が計5件寄せられ、アリを食べた食痕も確認されたことから、北海道は公園を一時的に閉鎖する措置を講じた。

## 参考資料
- “北海道立真駒内公園管理規則”. 北海道例規類集.  北海道. 2015年12月20日閲覧。